# David Veilleux
David Veilleux (Cap-Rouge, 26 novembre 1987) è un ex ciclista su strada canadese.
Professionista dal 2007 al 2013, vinse la Tre Valli Varesine 2012 e nello stesso anno la classifica finale del Trittico Lombardo, e una tappa del Critérium du Dauphiné 2013. Si è ritirato dalle corse nel mese di settembre 2013, per proseguire gli studi di ingegneria meccanica.

## Palmarès
- 2005 (Juniores)

Classifica generale Tour de l'Abitibi
- 2006 (Under-23)

3ª tappa Coupe de la Paix
Campionati canadesi, Prova a cronometro Under 23
Campionati canadesi, Prova in linea Under 23
- 2007 (Jittery Joe's, una vittoria)

Campionati canadesi, Prova a cronometro Under 23
- 2008 (Kelly Benefit, cinque vittorie)

4ª tappa Tour of Pennsylvania
5ª tappa Tour of Pennsylvania
Classifica generale Tour of Pennsylvania
Campionati canadesi, Prova a cronometro Under 23
Classifica generale Tour of Elk Grove
- 2009 (Kelly Benefit, due vittorie)

Campionati canadesi, Prova a cronometro Under 23
16ª tappa International Cycling Classic
- 2010 (Kelly Benefit, quattro vittorie)

Classifica generale Fitchburg Longsjo Classic
2ª tappa Tour de Delta
Classifica generale Tour de Delta
3ª tappa Green Mountain Stagerace
- 2011 (Europcar, una vittoria)

La Roue Tourangelle
- 2012 (Europcar, tre vittorie)

1ª tappa Mi-août en Bretagne
Classifica generale Mi-août en Bretagne
Tre Valli Varesine
- 2013 (Europcar, una vittoria)

1ª tappa Critérium du Dauphiné (Champéry > Champéry)

## Piazzamenti

### Grandi Giri
- Tour de France

2013: 123º

### Classiche monumento
- Milano-Sanremo

2013: ritirato
- Giro delle Fiandre

2011: 129º
2012: 72º
2013: 92º
- Parigi-Roubaix

2011: 25º
2012: 47º
2013: ritirato
- Liegi-Bastogne-Liegi

2013: ritirato
- Giro di Lombardia

2011: ritirato

### Competizioni mondiali
- Campionati del mondo

Salisburgo 2006 - In linea Under-23: 72º
Salisburgo 2006 - Cronometro Under-23: 50º
Stoccarda 2007 - In linea Under-23: 64º
Stoccarda 2007 - Cronometro Under-23: 34º
Varese 2008 - In linea Under-23: ritirato
Varese 2008 - Cronometro Under-23: 20º
Mendrisio 2009 - In linea Under-23: 62º
Mendrisio 2009 - Cronometro Under-23: 10º
Copenaghen 2011 - In linea Elite: 19º
Limburgo 2012 - In linea Elite: 83º